# María de la Fuente (actriz)
María de la Fuente (Ciudad de México, 9 de febrero de 1983) es una actriz mexicana, que inició su carrera en la empresa TV Azteca y ahí ha desarrollado gran parte de su trayectoria.

## Biografía
María de la Fuente nació en México, 1983. Hija de Carlos y Sofía de la Fuente, tiene dos hermanos varones llamados Carlos y Amadeo. Inició sus estudios de preparación actoral en el Centro de Formación Actoral de TV Azteca.
Su carrera dio inicio en 1990, donde ha intervenido en varios comerciales para televisión, aparte de sus pequeños papeles en televisión como Top Models, Amor en custodia, Amores cruzados, entre otros.
En 2008 participa en la telenovela Pobre rico... pobre, donde interpretó a Liseth. En 2010 actúa al lado de Christian Bach en la telenovela Vidas robadas, donde interpretó a Lorena Álvarez.
Participa en otras telenovelas como Quererte así y Los Rey, ambas de 2012. Su regreso a la televisión ocurre en 2017 debutando en las filas de Televisa, con un papel estelar en la serie La piloto, donde interpretó a la Teniente Mónica Ortega. Ese mismo año protagoniza una miniserie llamada La fuerza de creer, junto a Jean Paul Leroux.
En 2019 participa en la bioserie Silvia Pinal, frente a ti, donde interpreta a Merilú Hidalgo, la madre de la primera actriz Silvia Pinal. Al año siguiente actúa en la telenovela Como tú no hay 2, protagonizada por Adrián Uribe y Claudia Martín.

## Trayectoria

### Televisión
- El conde: amor y honor (2024) - Cordelia Guillén
- La mujer del Diablo (2022) - Isabel[6]
- Como tú no hay 2 (2020) - Charlotte Burgos
- Silvia Pinal, frente a ti (2019) - María Luisa "Merilú" Hidalgo Vda. de Pinal
- Sr. Ávila (Temporada 4 Episodio 3 - 2018) - Maca
- La fuerza de creer (2017) - Dra. Laura Gómez[7]
- La piloto (2017-2018) - Teniente Mónica Ortega
- Los Rey (2012-2013) - Rosario Deschamps
- Quererte así (2012) - Perla Ramírez
- Vidas robadas (2010) - Lorena Álvarez
- Pobre rico... pobre (2008-2009) - Liseth
- Bellezas indomables (2007-2008) - Roxana
- Amores cruzados (2006)
- Amor en custodia (2006)
- Top Models (2005) - Celeste Osuna

### Cine
- Guadalupe Reyes (2019)
- Chiapas, el corazón del café (2012) - Emily
- Sex express coffee (2010)